# Dennis Giemsch
Dennis Giemsch (* 1985 in Herdecke) ist ein deutscher Rechtsextremist und war von 2014 bis 2015 für die Kleinpartei Die Rechte Mitglied des Dortmunder Stadtrates.

## Rechtsextreme Organisationen
Giemsch gilt als einer der Köpfe der Autonomen Nationalisten in Dortmund und Nordrhein-Westfalen und war bis zum Zeitpunkt ihres Verbots Anführer der Vereinigung Nationaler Widerstand Dortmund. Nach dem Verbot des NWDO durch NRW-Innenminister Ralf Jäger am 23. August 2012 organisierte sich der „harte Kern“ um Giemsch, Michael Brück und Siegfried Borchardt neu in einem am 15. September gegründeten Landesverband in der neuen Vereinigung Die Rechte, unter dem „Bundesvorsitzenden“ Christian Worch. Im Oktober 2012 wurden Giemsch und Brück als Beisitzer in den Bundesvorstand von Die Rechte gewählt.
Die Partei Die Rechte erreichte bei der Dortmunder Kommunalwahl 2014 rund 1,1 % Stimmenanteil und damit einen Ratssitz. Dieser wurde zunächst von "SS-Siggi" Siegfried Borchardt eingenommen, im Anschluss an dessen Rücktritt knapp zwei Monate nach Amtsantritt rückte Giemsch als Stadtratsmitglied nach. Dabei lehnt Giemsch die Demokratie offen ab und äußerte 2011: „Wir (Anm.:die AN) glauben nicht an die Demokratie“ und „unser Kreuz braucht keinen Stimmzettel“. Nachdem es am Wahlabend zu gewalttätigen Auseinandersetzungen gekommen war, als Giemsch und andere Rechtsextremisten versuchten, zur Wahlparty im Dortmunder Rathaus zu gelangen, erteilte der Rat Giemsch zunächst ein Hausverbot für Ratssitzungen und vier Bezirksversammlungen. Das Verwaltungsgericht Gelsenkirchen erklärte dieses Verbot jedoch für unzulässig. Nach  neun Monaten legte Giemsch sein Mandat nieder. Für ihn rückte der ebenfalls als Rechtsextremist bekannte Michael Brück nach.

## Aktivitäten im Internet
Der Informatikstudent Giemsch betrieb für den NWDO den neonazistischen Online-Versand Resistore, der nach dessen Verbot von Michael Brück technisch übernommen und unter dem Namen Antisem Versand unter der Domain antisem.it weitergeführt wurde. Zudem betreibt Giemsch den Server/Bloghoster logr.org, auf dem er kostenlosen Webspace für Rechtsextremisten aus ganz Europa anbietet. Ende 2014 wurde bekannt, dass der ebenfalls von Giemsch betriebene Webdienst 0x300, der vor allem anonyme und geschützte E-Mail-Kommunikation bieten soll, nicht nur vielfach von Rechtsextremisten, sondern auch Akteuren des Terrornetzwerkes Islamischer Staat genutzt wird.